# Renée Nele

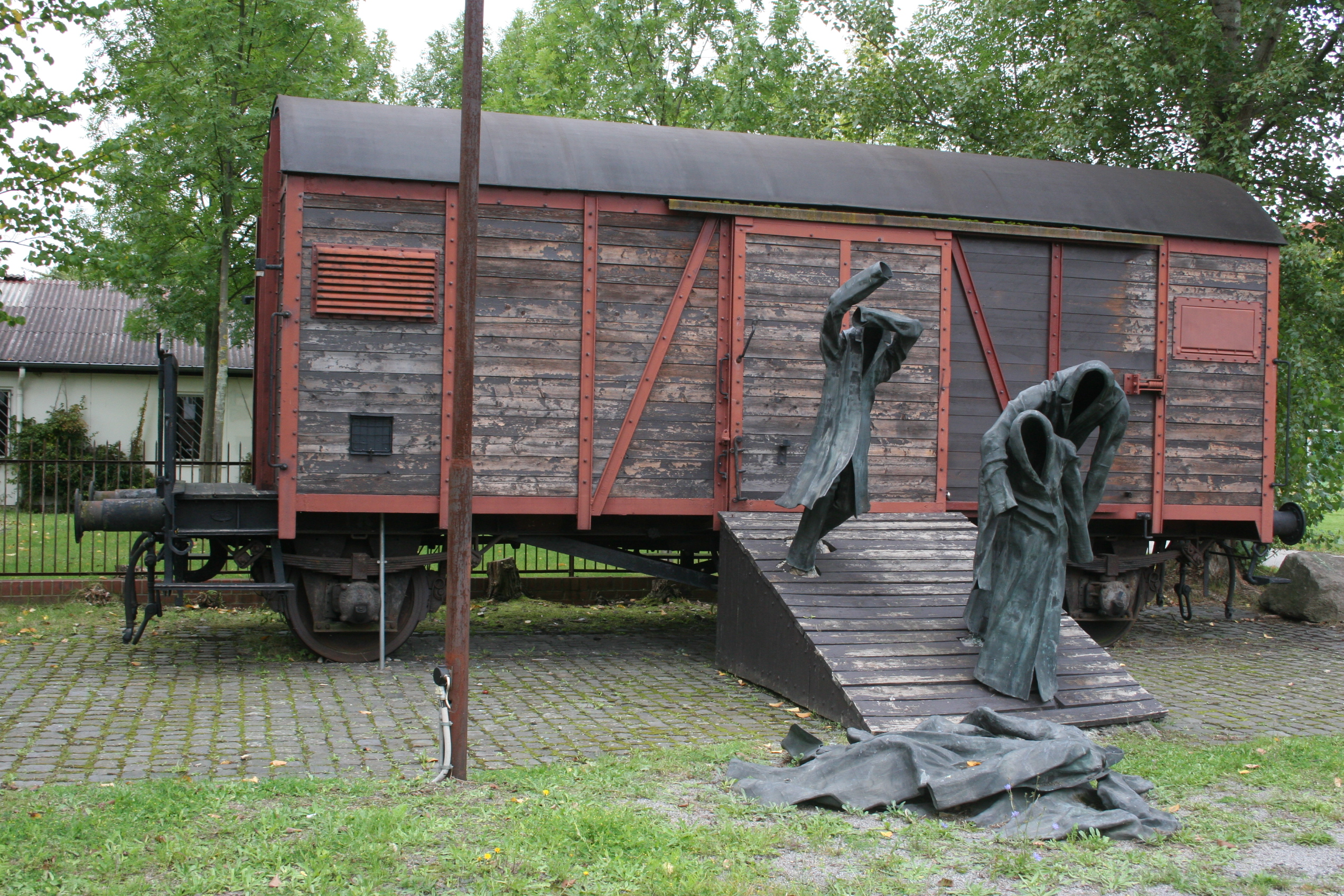
Die Rampe i Kassel

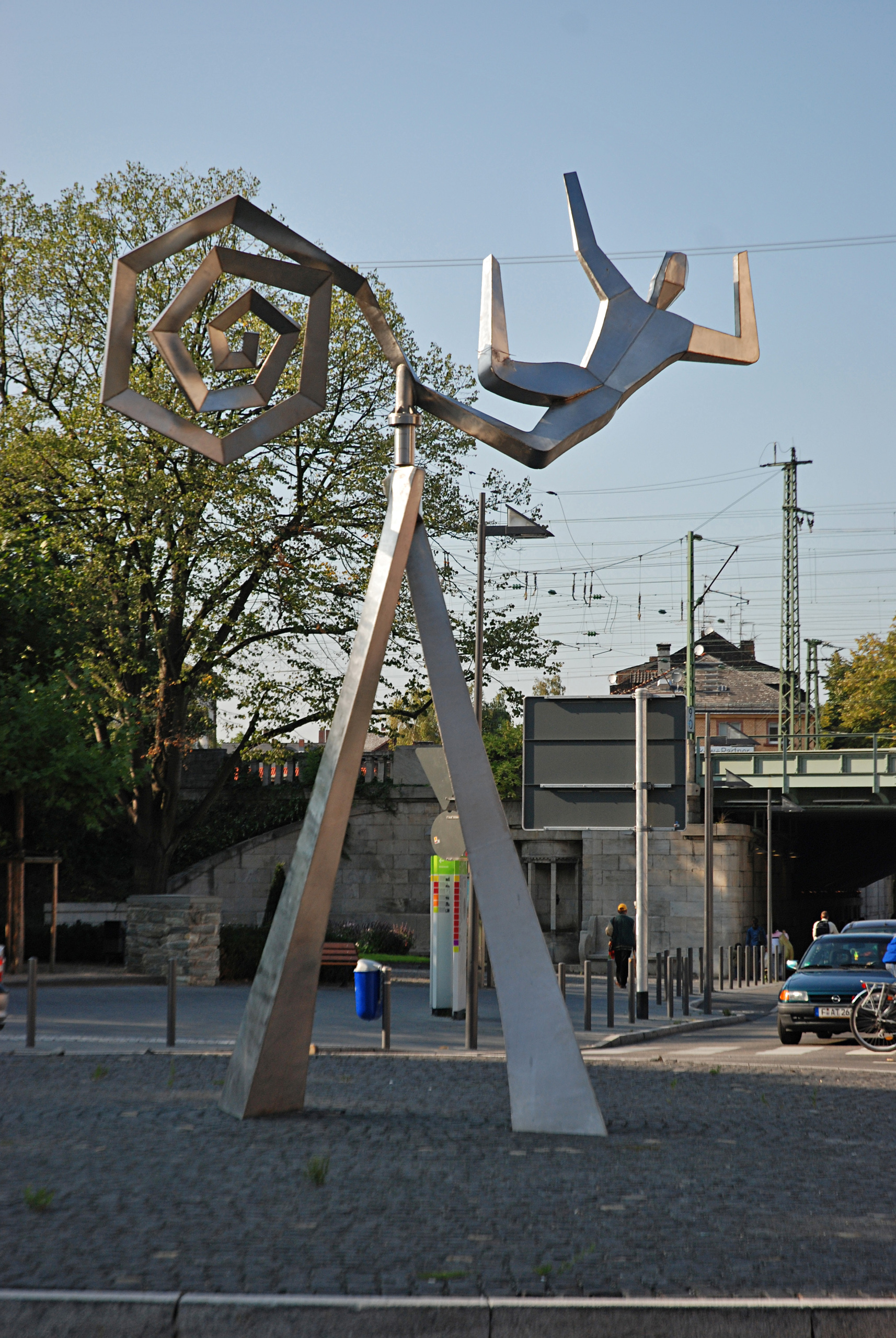
Windsbraut på Dalbergplatz i Frankfurt-Höchst

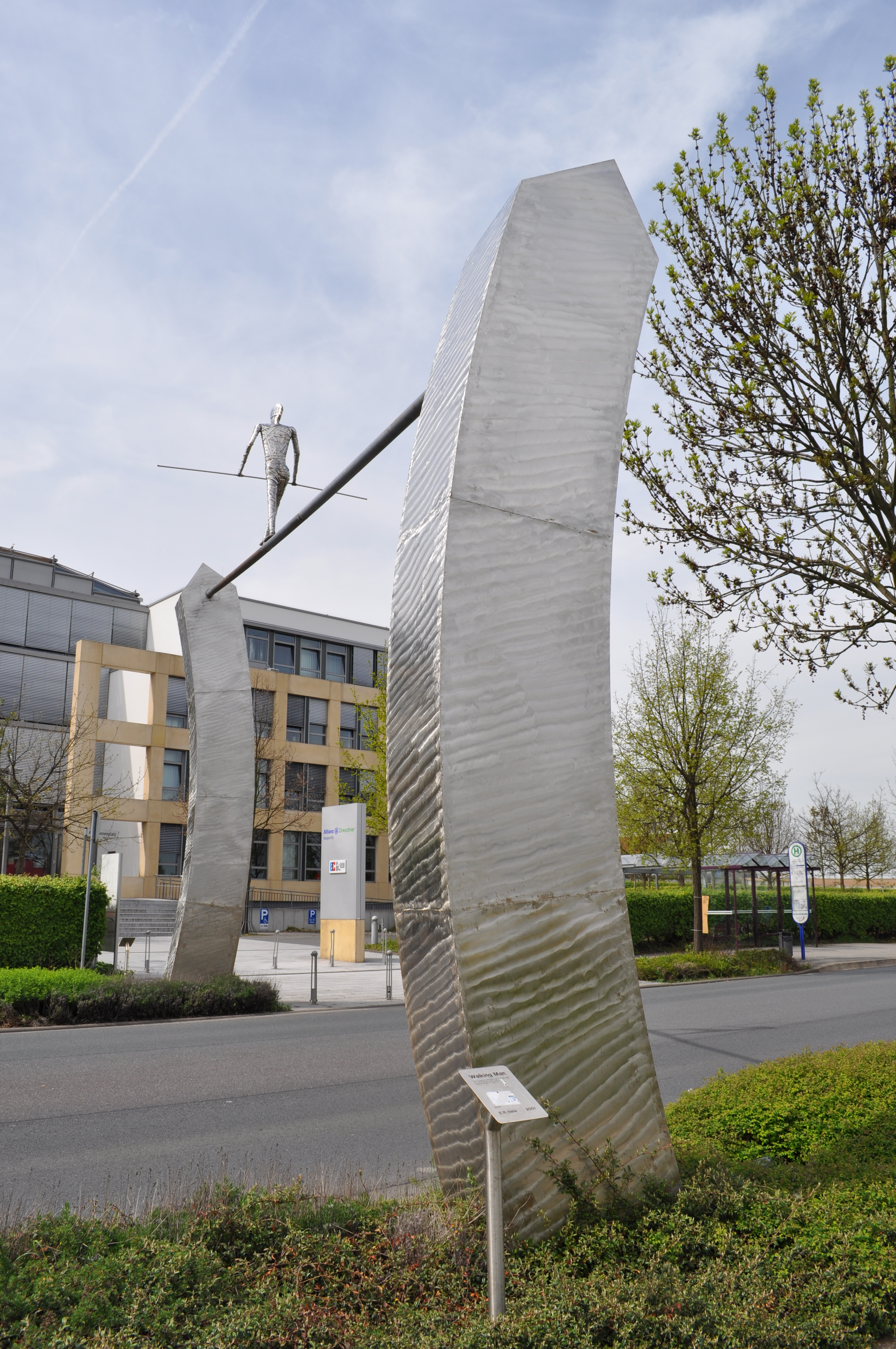
Walking Man i Dortelweil i Bad Vilbel (2001)

Eva Renée Nele Bode, född 17 mars 1932 i Berlin, är en tysk skulptör, grafiker, smyckeskonstnär och formgivare. Hon arbetar framför allt med metall, från stora skulpturer till filigran och smycken.
Renée Nele är dotter till Marie-Louise Bode (1908–1989) och Arnold Bode och växte upp i Kassel i Tyskland. Hon utbildade sig i Berlin och 1951–1955 vid Central School of Arts and Crafts i London i Storbritannien för Richard Hamilton. Efter en tid i London vidareutbildade hon sig i koppardjuptryck i Studio Lacourière i Paris i Frankrike 1957–1958. Hon studerade också vid Hochschule für Bildende Künste i Berlin för Hans Uhlmann (1900–1975).
Hon deltog i Documenta II 1959 och Documenta III 1964 i Kassel. 
Sedan 1965 bor och arbetar Renée Nele i Frankfurt am Main. Hon fick 2008 staden Frankfurt am Mains Goetheplakette.

## Offentliga verk i urval
- Installationen Die Rampe, 1980, ett minnesmärke över offer för Förintelsen och annan förföljelse av nazisterregimen under åren 1933-45 på Universität Kassel:s campus. Die Rampe är en mörkbrun tidigare fraktvagn från Deursche Reichsbahn i trä utan fönster, med en bred ramp med tre mantelklädda gestalter.
- Windsbraut, metall, Dalbergplatz i Frankfurt-Höchst